# Филаретов, Глеб Васильевич
Глеб Васильевич Филаретов (1901, п. Ирбитский завод, Пермская губерния — 1979, Москва) — советский государственный деятель, Начальник ГУЛАГ НКВД СССР (1938—1939).

## Биография
Родился в Пермской губернии.
В 1918 вступил в РККА, участвовал в Гражданской войне. В 1922 вступил в РКП(б). Работал железнодорожным машинистом.
С 1925 секретарь партийного комитета на Карабашском заводе. С 1927 заместитель директора Невьянского механического завода. С 1929 управляющий, с 1931 – заместитель начальника объединения «Взрывпром». С 1937 директор московского завода «Изолятор». Окончил Промышленную академию имени Л. М. Кагановича
С января 1938 заместитель наркома, с сентября 1938 нарком местной промышленности РСФСР.
С 4 октября 1938 по 17 февраля 1939 заместитель наркома внутренних дел СССР. С 16 ноября 1938 по 18 февраля 1939 начальник ГУИТЛ НКВД СССР. По сведениям А. Е. Хинштейна в феврале 1939 тяжело заболел.
С февраля по июль 1939  в распоряжении ЦК ВКП(б). С июля 1939 по 1942 директор Московского станкоинструментального института.
В 1943 исключён из партии, но при исключении погашена только учётная карточка, а партийный билет не погашен.
Похоронен на Новодевичьем кладбище.